# Герман фон Айхгорн
Еміль Готтфрід Герман фон Айхгорн (нім. Emil Gottfried Hermann von Eichhorn; 13 лютого 1848 — 30 липня 1918) — німецький державний і політичний діяч, військовий. Офіцер Прусської армії, генерал-фельдмаршал Німецької імперської армії. Учасник австро-прусської (1866), франко-прусської (1870–1871), Першої світової воєн (1914–1918). Командувач німецькими окупаційними військами в Україні (1918). Убитий соціалістами в Києві.

## Життєпис

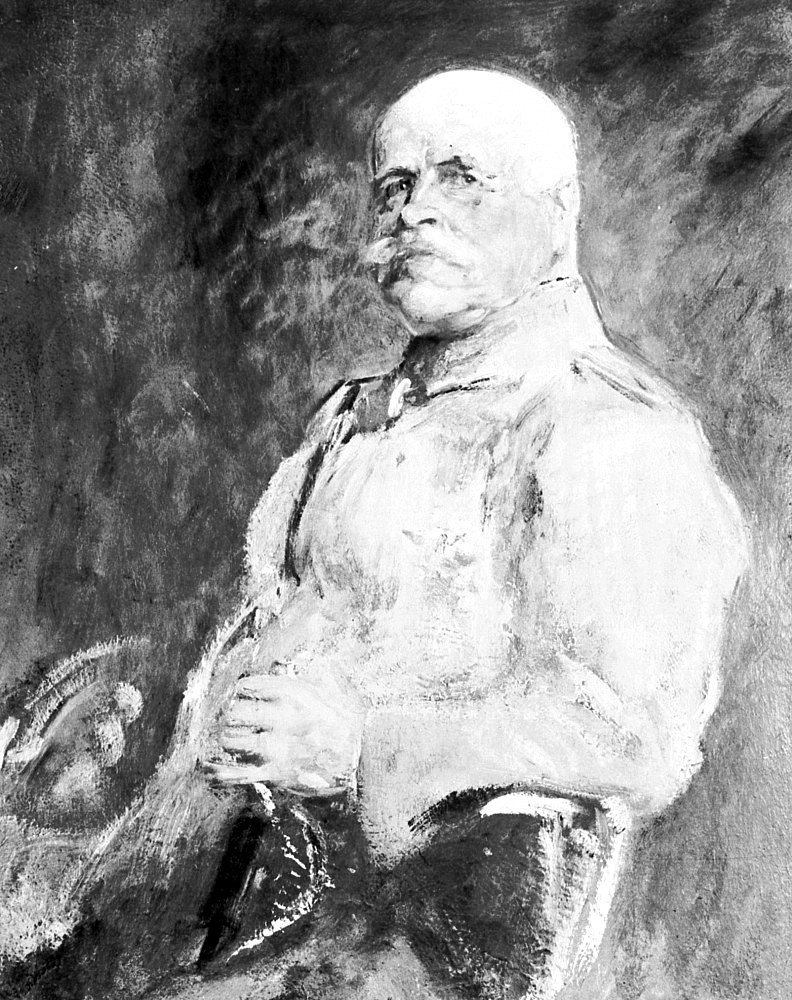
Генерал-полковник фон Ейхгорн. Портрет Рейнгольда Лепсіуса

### Молоді роки
Народився 13 лютого 1848 року в місті Бреслау, Пруссія (нині Вроцлав, Польща).
1866 року вступив до 2-го гвардійського піхотного полку. Учасник австро-прусської війни 1866 та Франко-прусської війни 1870—1871. Служив у генеральному штабі. У 1901–1904 — командир 9-ї дивізії. З 1 травня 1904 року — командир XVIII Армійського корпусу.
З 1912 — генерал-інспектор 7-ї армійської інспекції. Перед Першою світовою війною вийшов у відставку, в серпні 1914 зарахований до резерву.

### Перша світова війна
Після початку Першої світової війни протягом певного часу був осторонь справ. 26 січня 1915 року призначений командувачем сформованої на Східному фронті 10-ї армії, розверненої від Тільзіту (нині місто Совєтськ, Калінінградська область) до Істербургу (нині місто Черняховськ Калінінградської області). До складу 10-ї армії увійшли XXXVIII та XXXIX резервні корпуси, XXI АК, 5-та гвардійська піхотна та Кенігсберзька ландверна дивізії, а також Тильзитський загін. Командував армією в Мазурській битві, протягом Свенцянського прориву. Від 30 липня 1916 року — командувач групи армій, до якої входили 10-та та 8-ма армії. 1917 року та на початку 1918 року група армій Ейхгорна діяла в Прибалтиці та Білорусі.

### Україна
Після більшовицького перевороту в Росії та укладення Берестейського миру, призначений командувачем німецьких окупаційних військ в Україні. Від 31 березня 1918 — головнокомандувач групи військ «Київ». Очолив адміністрацію областей України (за винятком тих, що знаходяться під управлінням Австро-Угорської адміністрації частин Волинської, Подільської, Херсонської і Катеринославської губерній), Крим, Таганрог, а також південні райони Білорусі, Донської області, частини Воронезької і Курської губерній і інші.
Видав накази про негайний засів ланів (6 квітня 1918) та запровадження німецьких військових судів на території України (25 квітня 1918), які Українська Центральна Рада розцінила як спробу втручання у внутрішні справи держави. Накази викликали рішучий протест з боку частини українських політичних партій і державних органів та спричинили конфлікт між УЦР і німецьким командуванням, який завершився державним переворотом і приходом до влади гетьмана Павла Скоропадського. За час окупації України видав наказ про повернення поміщиків до своїх маєтків з поновленням власності.

### Вбивство
Лідери російських лівих есерів, намагаючись зірвати умови Берестейського миру, підготували замах на Айхгорна і німецького консула в Москві графа Вільгельма Мірбаха.
30 липня 1918 убитий есером Борисом Донським. Групою, яка готувала замах на генерала, керувала Ірина Каховська. Замах на Г. фон Айхгорна та його особистого ад'ютанта капітана фон Дресслера здійснили о 2-й годині вдень по дорозі зі штабу на квартиру, ближче до неї: до військових наблизився візник з пасажиром, який і кинув бомбу. Генерал і його ад'ютант були важко поранені, увечері померли; нападників заарештували. 4 серпня затриманий на місці замаху на фельдмаршала невідомий під час допиту назвався Борисом Донським, селянином Рязанської губернії, та засвідчив, що зробив замах за постановою ЦК партії есерів у Москві. [Архівовано 29 червня 2016 у Wayback Machine.]

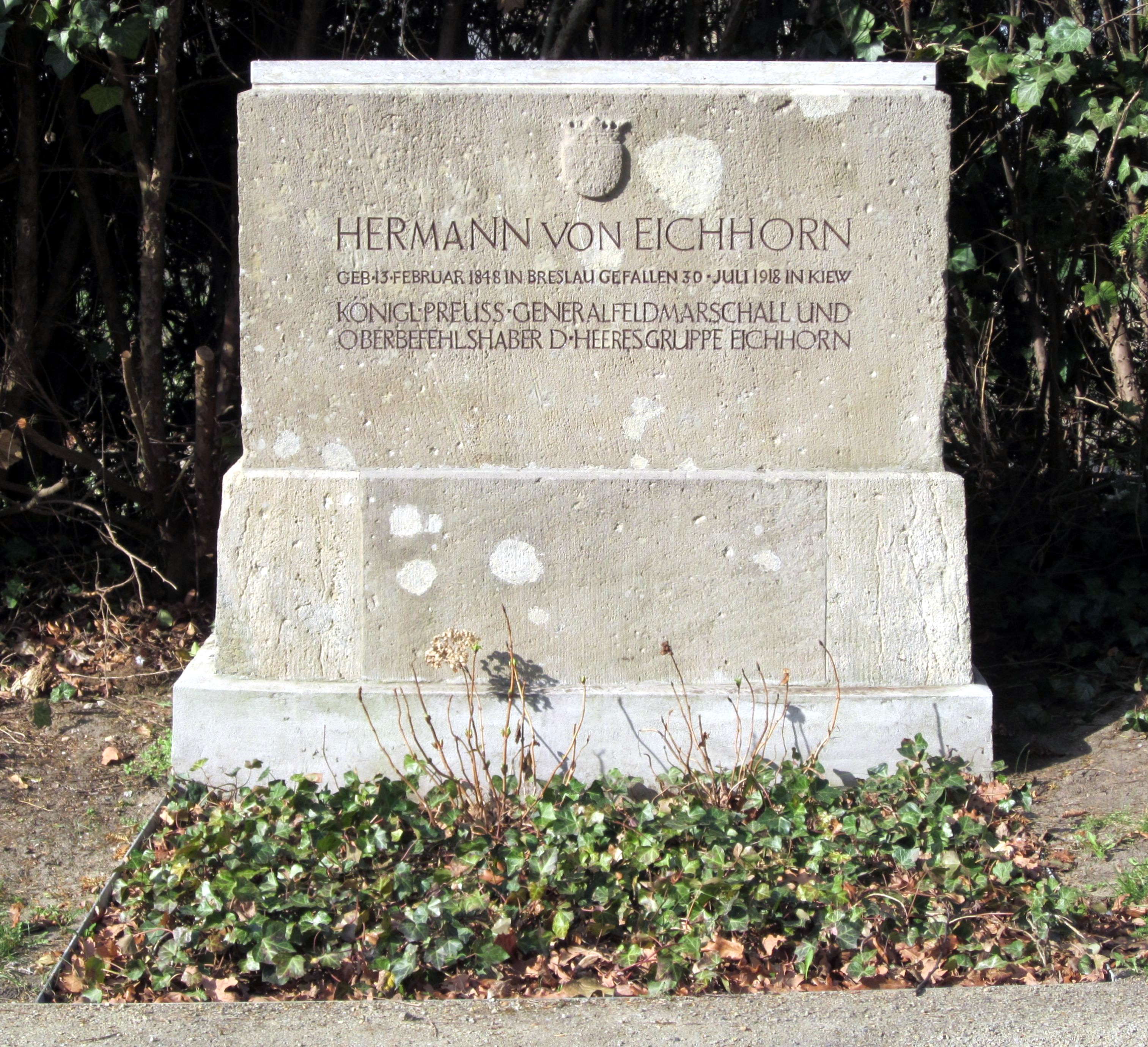
Могила генерала в Берліні

Впливові українські політичні партії висловили співчуття з приводу загибелі генерала і рішуче засудили теракт як такий, що був спрямований на підрив української державності. Після смерті Ейхгорна командування німецькими військами в Україні очолив генерал Гюнтер фон Кірхбах.

## Нагороди
- Пам'ятний хрест за 1866
- Залізний хрест
  - 2-го класу зразка 1870 року (1871)
  - дубове листя (18 серпня 1895)
  - застібка зразка 1914 року (3 січня 1915)
  - 1-го класу зразка 1914 року
- Пам'ятна військова медаль за кампанію 1870-71
- Орден Святого Станіслава 3-го ступеня (Російська імперія; 31 серпня 1871)
- Орден Червоного орла
  - 2-го класу
  - 1-го класу
  - великий хрест з дубовим листям (20 серпня 1907)
- Хрест «За вислугу років» (Пруссія) (1891)
- Столітня медаль
- Орден Корони (Пруссія) 1-го класу із зіркою (17 січня 1904)
- Орден Філіппа Великодушного, великий хрест із зіркою (8 вересня 1905)
- Орден Чорного орла (1912)
- Pour le Mérite з дубовим листям
  - орден (18 серпня 1915)
  - дубове листя (28 вересня 1915)
- Військовий орден Святого Генріха, командорський хрест 2-го класу (26 жовтня 1916)
- Почесний доктор Берлінського університету (18 лютого 1918)